# Синдром микроделеции 1p21.3
Синдром микроделеции 1p21.3 (Del(1)(p21.3), моносомия 1p21.3) — очень редкое хромосомное заболевание, вызванное частичной потерей участка 21.3 короткого плеча 1-й хромосомы; в основном характеризуется умственной инвалидностью, отставанием развития речи и расстройствами аутистического спектра. Менее 10 случаев описано в медицинской литературе и заболевание встречается с частотой менее чем 1 на 1 000 000 случаев. Возникает, в основном, de novo (то есть без прецедента, само по себе).

## Симптомы
Делеция 1р21.3 проявляется лёгкой-умеренной умственной отсталостью, некоторые больные имеют пограничный интеллектуальный дефицит, аутизмом и дисморфическими чертами лица, такими как, глубоко посаженные глаза, широкий кончик носа, длинные уши и толстая нижняя губа. Пациенты отличаются спокойным дружелюбным характером и склонны к перееданию.

## Этиология
Синдром вызван интерстициальной микроделецией (утратой) участка p21.3 1-й хромосомы. В этот участок входят гены, связанные с микроРНК — DPYD (дигидропиримидиндегидрогеназа) и MIR137, гаплонедостаточность которых вызывает характерные проявления заболевания.

## История
В 2011 году в ходе анализа генома у 3 сибсов и 2 неродственных пациентов с умственной отсталостью были найдены одинаковые делеции участка 21.3 короткого плеча хромосомы 1. Эти делеции затрагивали гены DPYD (кодирует дигидропиримидиндегидрогеназу) и MIR137 (микроРНК 137). Дефекты первого гена приводят к аутосомно-рецессивному заболеванию, дефициту дигидропиримидиндегидрогеназы. Ранее предполагалось, что гемизиготные (повреждение/утрата только одной копии гена; вторая копия остаётся функциональной) делеции DPYD приводят к расстройствам аутистического спектра и задержке речи. Известно, что транскрипт зрелой микроРНК microRNA-137 участвует в модуляции нейрогенеза в нейрональных стволовых клетках взрослых мышей. У пациентов с делецией 1p21.3 была значительно снижена экспрессия как предшественника, так и зрелой микроРНК miR-137, но была значительно повышена экспрессия белка MITF — транскрипционного фактора, ассоциированного с микрофтальмией, фермента EZH2, который участвует в метилировании гистонов и регуляции транскрипции, а также KLF4. Избыточная экспрессия этого гена вызывает остановку клеточного цикла.